# موفي
موفي (بالإنجليزية: Moffie) هو فيلم دراما رومنسية حربي وسيرة ذاتية، وهو من إخراج أوليفر هيرمانوس الذي شارك في كتابة السيناريو. الفيلم يستند لرواية تحمل نفس اسم الفيلم وهي من كتابة أندريه كارل فان دير ميرفي، والتي يروي فيها قصته عن التجنيد الإجباري لصالح قوات الدفاع الجنوب إفريقية (SADF) خلال فترة الأبارتايد في جنوب أفريقيا، والتي يروي فيها شخصية فان دير سوارت وهو يحاول إخفاء انجذابه إلى مجند آخر مثلي الجنس في بيئة معادية للمثلية.
عنوان الفيلم والرواية جاء من الشتائم التي كان يطلقها الجنود والقادة المتأثرين برهاب المثلية. وقد عرض الفيلم لأول مرة في مهرجان البندقية السينمائي في 4 سبتمبر 2019. كما كان لها عروض خاصة في مهرجانات سينمائية أخرى وحصلت على عدد من الجوائز في مختلف الفئات.

## قائمة الممثلين
- كاي لوك برومر بدور نيكولاس فان دير سوارت (نيك)
  - الطفل مات أشويل بدور نيكولاس فان دير سوارت صغيراً
- ريان دي فيليرس بدور ديلان ستاسين
- ماثيو فاي بدور مايكل ساكس
- ستيفان فيرماك بدور أوسكار فوري
- هيلتون بيلسر بدور الرقيب
- ويناند فيريرا بدور نيلز سنمان
- هندريك نيوودت بدور روس
- نيكولاس فان جارسفيلدت بدور روبرت فيلدز